# Humanistische Bewegung
Die Humanistische Bewegung (HB) ist eine Weltanschauungsgemeinschaft, die auf Grundlage des sogenannten „Neuen Humanismus“, einer von ihr selbst entwickelten philosophisch-ideologischen Weltanschauung mit nur geringer Ähnlichkeit zum historischen Humanismus, verschiedene Projekte betreibt.
Die Organisation wird wegen verschiedener spiritueller Elemente in der Ideologie zum Teil als neureligiös bezeichnet und ist in einigen Staaten, insbesondere in Frankreich, wo sie 1995 von einem Bericht der Nationalversammlung als „sektiererische Bewegung“ und „alternative Gruppe“ eingestuft wurde, umstritten.

## Geschichte
Entstanden ist die Humanistische Bewegung zwischen 1965 und 1969 in Argentinien, motiviert durch die Schriften des argentinischen Schriftstellers Mario Rodríguez Cobos, Spitzname „Silo“. Die von ihr vertretene Weltanschauung wird daher auch als Siloismus bezeichnet. Als Gründungsdatum gilt der 4. Mai 1969, der Tag, an dem Silo in Punta de Vacas eine Rede mit dem Titel Die Heilung vom Leiden (span. orig.: La Curación del Sufrimiento) gehalten hat. Darin stellte er die These auf, dass die Menschheit mittels des wissenschaftlichen Fortschritts zwar das bestehende körperliche Leid bekämpfen könne, aber dass das geistige Leid nur durch die Überwindung des Verlangens, der Ursache der verschiedenen Formen der Gewalt, zu lindern sei.
In jenem Jahrzehnt wurden in Argentinien geplante Versammlungen Silos mit seinen Anhängern immer wieder verboten und die Teilnehmer, Silo manchmal miteingeschlossen, verhaftet und zum Teil monatelang inhaftiert. Am 23. Juli 1975 wurden zwei Anhänger nach dem Verlassen einer Versammlung auf offener Straße durch ein Kommando der Triple A erschossen. Für die Chilenische Militärdiktatur Augusto Pinochets waren Silo und die siloistische Organisation Poder Jóven Handlanger des internationalen Kommunismus. Deswegen wurden chilenische Anhänger während der chilenischen Militärdiktatur in Konzentrationslagern inhaftiert. In diesem Klima der Gewalt versammelten sich die Studiengruppen um Silo in Korfu sowie auf den Kanarischen Inseln (1975, 1976 und 1978).
Seit den 80er Jahren ist die Humanistische Bewegung auch weltweit aktiv. In Deutschland stieß sie nach anfänglichen Erfolgen auf starke Widerstände, besonders aus dem linken politischen Spektrum.
2001 zog sich Silo aus der Humanistischen Bewegung zurück.

## Philosophische Grundlagen
Die Ideologie der Humanistischen Bewegung, der sogenannte Neue Humanismus, basiert vor allem auf den Ideen Silos sowie in geringerem Maße von anderen Schriftstellern, unter denen besonders der ebenfalls aus Argentinien stammende Luis Alberto Ammann mit seinen Untersuchungen zum Thema Selbstbefreiung zu nennen ist.
Von Marcuse stammt eine der wichtigsten Grundlagen der neu-humanistischen Ideologie: Ein gesellschaftlicher Wandel sei nur dann zu erreichen, wenn er mit einem psychologischen Wandel des Individuums einher gehe.
Vom selben Autor übernahm Silo Einstellungen zum Thema Glück sowie zur Systemkritik, die dieser sowohl am Kapitalismus als auch am Kommunismus übt: Beide ließen dem Menschen keine wirkliche Freiheit, sondern schränkten sie auf verschiedene Weise ein.
Fromm und Reich beeinflussten Silos Vorstellungen insbesondere in Hinblick auf den Begriff der Gewalt und des Leidens. Reich stellte die These auf, dass persönliches Leid meist eine Antwort auf die Unterdrückung sexueller Instinkte ist, während Fromm diese These auf eine Unterdrückung des Individuums durch alle Arten der Gewalt erweitert. Der New-Age-Schriftsteller Gurdjieff betont dagegen die Wichtigkeit einer bewussten Erfahrung des Lebens, um dieses wirklich genießen zu können.
Silo synthetisierte diese Thesen und verband sie mit der Einstellung von Marcuse in Hinblick auf gesellschaftlichen Wandel. Um diesen zu erreichen, soll der von Silo als notwendig geforderte psychologische Wandel im Individuum darin bestehen, das persönliche Leid zu bekämpfen.
Dazu sollen die Ursachen in der Unterdrückung in der Vergangenheit gesucht, durch meditative Übungen überwunden und damit das Selbstbewusstsein gestärkt werden.
Aber noch mehr als in der Vergangenheit wurzelt das Leiden gemäß Silo in der Sinn-Leere, welche viele Menschen empfinden. In zahlreichen Schriften betont Silo deshalb die Notwendigkeit, dem Leben einen Sinn zu geben, und lädt seine Anhänger ein, Gewalt und Leiden in sich und in ihrer gesellschaftlichen Umgebung zu überwinden, was er in seinem Aufruf Die Erde menschlich machen zusammenfasst.

## Organisation
Nach eigenen Angaben versteht sie sich selbst als „Gesamtheit von Personen, die sich an den Vorschlägen des Neuen Humanismus, auch bekannt als Universalistischer Humanismus, beteiligen.“

## Projekte
Anhänger der Humanistischen Bewegung unternehmen verschiedene kulturelle, soziale und politische Aktivitäten. In mehreren Ländern versuchte sie sich in den späten 1980er Jahren als Grüne Bewegung oder Partei zu profilieren, was von authentischen Vertretern der Grünen Parteien scharf kritisiert wurde. Sie betrieben Nachbarschaftszentren, koordinierten Unterstützungsprojekte für Menschen in Afrika und Asien und lancierten weltweite Kampagnen. Seit der Auflösung der zentralen Organisationsform beteiligen sie sich in durch die Bewegung gegründeten Organisationen (Humanistische Parteien, Welt ohne Krieg und Gewalt, Gemeinschaft für die menschliche Entwicklung, Weltzentrum für Humanistische Studien, Begegnung der Kulturen).
1984 gründeten Mitglieder der Humanistischen Bewegung die Humanistische Partei. Verschiedene Humanistische Parteien schlossen sich 1989 in Florenz zur Humanistischen Internationalen zusammen, seit 2010 International Humanist Party. Im deutschsprachigen Raum haben sich die Humanistischen Parteien aufgelöst.
Die Organisation Begegnung der Kulturen fördert durch Diskussionsabende und Veranstaltungen den Dialog unter den Kulturen und setzt sich gegen Diskriminierung der Flüchtlinge und Migranten ein.
Die Organisation Welt ohne Kriege und Gewalt hat unter anderem den Weltmarsch für Frieden und Gewaltfreiheit organisiert und organisiert nationale und internationale Foren, insbesondere zur nuklearen Abrüstung.

## Kritik
Die Humanistische Bewegung wurde des Öfteren als Sekte oder Psychogruppe bezeichnet und von der Enquete-Kommission der französischen Nationalversammlung als „sektiererische Bewegung“ (mouvement sectaire) eingestuft.
Größeres Aufsehen erregte zu Beginn der 1990er Jahre eine im Rahmen eines Sektenberatungsprogrammes an der FU Berlin herausgegebene Broschüre einer Religionswissenschafts-Studentengruppe mit dem Namen Führerkult als Parteiprogramm, in der die Bewegung als faschistisch bezeichnet wird und Zusammenarbeit mit Rechtsradikalen behauptet wird. Sie wurde im Laufe des Jahrzehnts im deutschen Sprachraum immer wieder in verschiedenen, meist kleineren Medien zitiert und hatte nach eigener Darstellung Anteil am geringen Wachstum und dem schlechten Image der Bewegung in Berlin.

### Stellung Silos und Hierarchie der Organisation
Besonders in der Anfangszeit der Bewegung hatte der Gründer Silo einen nahezu uneingeschränkten Einfluss auf die Bewegung. Ein Großteil der Literatur, die in den Gruppentreffen verwendet wurde, stammt von ihm; vorgeworfen wird des Öfteren eine unreflektierte Darstellung derselben durch die Gruppenleiter. Ebenfalls sei die Organisationsstruktur relativ hierarchisch und habe nur wenige wirklich demokratische Elemente. Dies kollidiere nach Meinung von Kritikern mit den basisdemokratischen Idealen der Bewegung und war auch einer der Hauptgründe für die Einstufung als „sektiererische Bewegung“ durch die französische Enquete-Kommission.
Laut eigenen Angaben erfolgte Anfang 2010 die Auflösung der Organisation.

### Machtmissbrauch und Ausnutzung von psychisch Schwachen
Es kommt immer wieder zu Austritten einzelner enttäuschter Mitglieder, die Fehlverhalten (Machtmissbrauch) von Seiten ihrer Teamleiter beklagen. Dazu gehöre insbesondere, dass einige der Teamleiter, um schnell neue Mitglieder anzuwerben und so in der Organisationsstruktur aufsteigen zu können, angeblich fragwürdige Techniken anwenden. So sollen von einigen Mitgliedern psychisch labile Personen ausgenutzt worden sein, die sich in persönlichen Krisensituationen befanden und daher als „leichte Beute“ für die Anwerbung galten. Die Humanistische Bewegung stellt dem Vorwurf entgegen, dass in der Struktur der Organisation bei Fehlverhalten eines höherrangigen Mitglieds Möglichkeiten zur Abwahl von der Funktion durch die untergebene Gruppe gegeben sind.
Gegner der Organisation behaupten, es handele sich dabei nicht um vereinzelte Fälle von Fehlverhalten, sondern um eine systematische Politik der Humanistischen Bewegung, um mehr zahlende Mitglieder zu erhalten.

### Systemfeindlichkeit und schädlicher Einfluss auf die Gesellschaft
Einer der ersten und gleichzeitig einer der gravierendsten Kritikpunkte, die an der Bewegung geäußert wurde, war der, dass sie einen schädlichen Einfluss auf die Jugend und damit auf die Gesellschaft ausübe. Dies ist vor allem im Kontext mit der grundlegenden Systemkritik sowohl am Kapitalismus als auch am Kommunismus, die von ihr vorgebracht wird, zu sehen. Silo selbst nannte schon in seiner bekannten Ansprache in Mendoza als sein Ziel die „totale Revolution“, die nicht nur die äußeren gesellschaftlichen Strukturen, sondern auch die Psyche des Menschen erfassen solle.
Eine Untersuchung von Patrick Barr-Melej von der Iowa State University über den Einfluss des Siloismus in Chile in den 1960er und 1970er Jahren kam zum Ergebnis, dass die Organisation sowohl vom politisch linken wie auch vom rechten Lager als Gefahr angesehen wurde. Der linken Regierung unter Salvador Allende waren die Beziehung zur Hippie-Bewegung sowie die antikommunistischen Tendenzen (s. o.) suspekt, während das rechte Lager Parallelen zum Sozialismus erkannte und auch die äußerst liberale Haltung zum Thema Sexualität ablehnte. Somit kommt Barr-Melej zu dem Ergebnis, dass dieser Punkt vor allem aus Interessenkonflikten mit den jeweils herrschenden politischen Ideologien herrührt. Exemplarisch nennt Barr-Melej einen Artikel in der Zeitung El Siglo, dem Presseorgan der Kommunistischen Partei Chiles, zur siloistischen Organisation Poder Jóven aus dem Jahr 1971, dessen Grundhaltung bis heute in der Gegnerschaft der Humanistischen Bewegung weit verbreitet ist:

„Hinter Silo stehen sinistere Absichten. Es werden nicht nur Hippie-Rituale ausgenutzt und demente Kriminelle wie Charles Manson nachgeahmt. Silo will die Jugend zerstören und von jeder Sorge ablenken, sie vom Kampf und dem Kompromiss mit dem Volk entfernen. Die Bewegung ist im Viertel der Oberschicht entstanden und ihr Ideologe ist ein Faschist mit psychischen Deformationen. Das Gefährliche ist, dass sich das von Silo Gepredigte ausgebreitet hat. Es hat die Universitäten und Arbeiterviertel erreicht. Das Beste wäre, wenn die Jugend selbst sich organisierte, um seine Verfehlungen auseinanderzunehmen.“

Ein wesentlicher Faktor für die harsche Kritik am Siloismus war die sehr liberale Einstellung zur Sexualität, was den Siloisten die Feindschaft aus allen politischen Lagern des katholischen Chiles einbrachte. Gerüchte wurden verbreitet, nach denen Silo seine Anhänger zu sexuellen Experimenten und zum Drogenkonsum animiert haben soll, und dieses Gerücht brachte der Bewegung ebenfalls 1971 in Chile die Verhaftung von fünf Mitgliedern ein, denen vorgeworfen wurde, Jugendliche zu „entführen“ oder zu „verführen“. Der Oberste Gerichtshof sprach jedoch alle Mitglieder frei, da sich keiner der Vorwürfe bestätigte.

### Ineffizienz der Aktionen
Andere Kritiker waren der Ansicht, dass die Bewegung von ihren selbstgesteckten Zielen bisher trotz ihrer aufwendigen Projekte kaum etwas erreicht habe, da die Organisationsstruktur allein bereits die finanziellen Mittel sowie den Arbeitsaufwand übermäßig belasteten. Zudem werde in einigen Fällen zu viel Zeit mit Grundsatzdiskussionen und den spirituellen Übungen aufgewendet, anstatt die Energie in konkrete Projekte zu stecken. Dem hielten Anhänger der Bewegung in der Schweiz entgegen, dass zum Erreichen eines gesellschaftlichen Wandels die Bewegung zunächst einmal bekannt gemacht werden müsse, was die Organisationsstruktur rechtfertige.

### Untersuchung der Evangelischen Informationsstelle der Schweiz
Laut einer Untersuchung der Evangelischen Informationsstelle der Schweiz zum Thema Neue Religiöse Bewegungen versteht sich die Bewegung als areligiös und atheistisch, mit der Begründung, die Existenz eines Gottes stehe ihren antiautoritären und antihierarchischen Zielen entgegen; zudem seien insbesondere kirchliche Organisationen Teil des von der Bewegung abgelehnten Systems.